# Lethrinus laticaudis
Lethrinus laticaudis är en fiskart som beskrevs av Haynes Gibbes Alleyne och Macleay, 1877. Lethrinus laticaudis ingår i släktet Lethrinus och familjen Lethrinidae. Inga underarter finns listade i Catalogue of Life.